# Schwarzwald
Schwarzwald (njem.: "crna šuma") šumovito je šumsko-brdsko područje u jugozapadnoj Njemačkoj, u saveznoj državi Baden-Württemberg. Sa zapada i juga okružena je dolinom rijeke Rajne a na istoku dolinom rijeke Neckara. Najviši vrh je Feldberg (1463 m). Ime "crna šuma" potječe od tamne boje crnogoričnih šuma koje rastu u tim kraju. Na području Schwarzwalda nalazi se izvor rijeke Dunava. Schwarzwald je poznat po satovima s kukavicom, šumskom medu, Schwarzwaldskoj torti s višnjama, Schwarzwaldskoj šunki, Schwarzwaldskim kućama i rakiji od trešanja.

## Turizam
Posjetiteljima su najzanimljiviji gradovi Gengenbach, Schiltach i Haslach im Kinzigtal, Altensteig i Gernsbach. Baiersbronn je glavni centar vrhunskih gastronomskih ponuda, a Freudenstadt ima najveći gradski trg Njemačke.
Zdrastveni turizam je razvijen u gradovima s izvorima termalne ili ljekovite vode: Baden-Baden, Bad Herrenalb, Bad Wildbad, Bad Krozingen, Bad Liebenzell i Bad Bellingen.

## Galerija
- Muzej na otvorenome Vogstbauernhof
- Krajolik